# 76e régiment d'infanterie « Hambourg » (2e régiment d'infanterie hanséatique)
Le 76e régiment d'infanterie « Hambourg » (2e régiment d'infanterie hanséatique) est une unité d'infanterie de l'armée prussienne, stationnée à Hambourg (et Lübeck jusqu'en 1897) de 1867 à 1919.

## Organisation

### Spécificité hanséatique
En 1867, conformément à la loi militaire de l'Empire, la souveraineté militaire des cités-États du nord de l'Allemagne est transférée au royaume de Prusse.
Conformément au § 9 de cette convention, les conscrits militaires ayant la citoyenneté de Lübeck sont appelés au régiment stationné à Hambourg, à moins qu'ils n'expriment le souhait d'être affectés ailleurs. L'inaptitude au service d'infanterie peut conduire à l'incorporation dans une autre arme comme la cavalerie, l'artillerie, le train, etc. de l'armée prussienne. Plus tard, il est également possible d'être engagé dans les contingents des autres armées de la Deutsches Heer.
Comme les villes hanséatiques de Brême, Hambourg et Lübeck ont du mal à recruter suffisamment de conscrits, aucune limite n'est imposée aux volontaires d'un an et la réserve est suspendu pour les conscrits d'outre-mer. Les conscrits appartenant à la population maritime servent d'abord dans la marine prussienne, puis dans la Kaiserliche Marine.

### Structure
- 1er et 2e bataillons (Mousquetaires)
- 3e bataillon (Fusiliers)

### Cessions
- 1er avril 1881 : 8e compagnie au 128e régiment d'infanterie (de)
- 1er avril 1887 : 12e compagnie au 137e régiment d'infanterie (de) à Haguenau
- 1er avril 1897 : le 3e bataillon est transféré au 162e régiment d'infanterie (de) à Lübeck. Un nouveau 3e bataillon est formé à partir des demi-bataillons des régiments d'infanterie hanséatiques de Brême et de Hambourg.

## Armement et équipement

### Armement principal

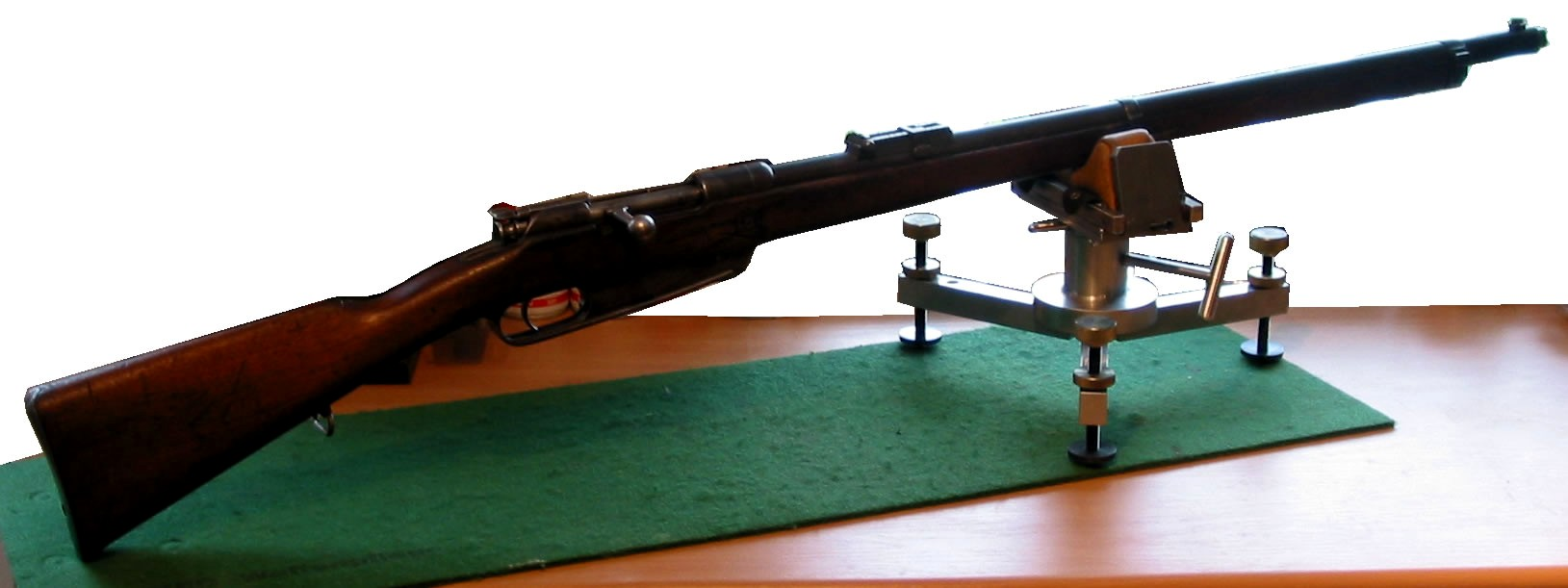
Gewehr 88

- Le régiment est armé du Gewehr 88 et de la Seitengewehr 71. À partir de 1906, le régiment utilise le Gewehr 98.
- Vers 1909, une compagnie devient la compagnie de mitrailleuses (M.G.K.)

### Uniforme
Le régiment porte l'uniforme prussien avec les modifications accordées à la ville hanséatique de Hambourg. Ainsi, la cocarde hanséatique (croix hanséatique rouge sur fond blanc) est portée sur le casque et la casquette en plus de la cocarde impériale noire, blanche et rouge. Les épaulettes sont blanches avec un numéro rouge (76), les pattes de manches blanches avec un passepoil jaune.

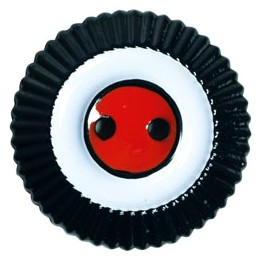
Cocarde de l'Empire allemand
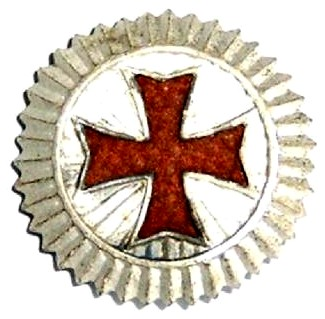
Cocarde des Hanséates

Dès le mois d'août 1914, un tissu feldgrau est distribué sur le front de l'ouest pour dissimuler les parties de l'uniforme qui brillent de manière inappropriée.
Durant l'été 1915, les longues épées des officiers et des sergents disparaissent sur le front, ce qui permet d'aligner les vêtements et l'équipement sur ceux des hommes afin d'éviter de nouvelles pertes importantes d'officiers.

### Armoiries
Le régiment se décore des armoiries de la ville libre et hanséatique de Hambourg. La seule exception est le drapeau, car il ne porte pas les armoiries de Hambourg, mais l'aigle prussien.

### Drapeau

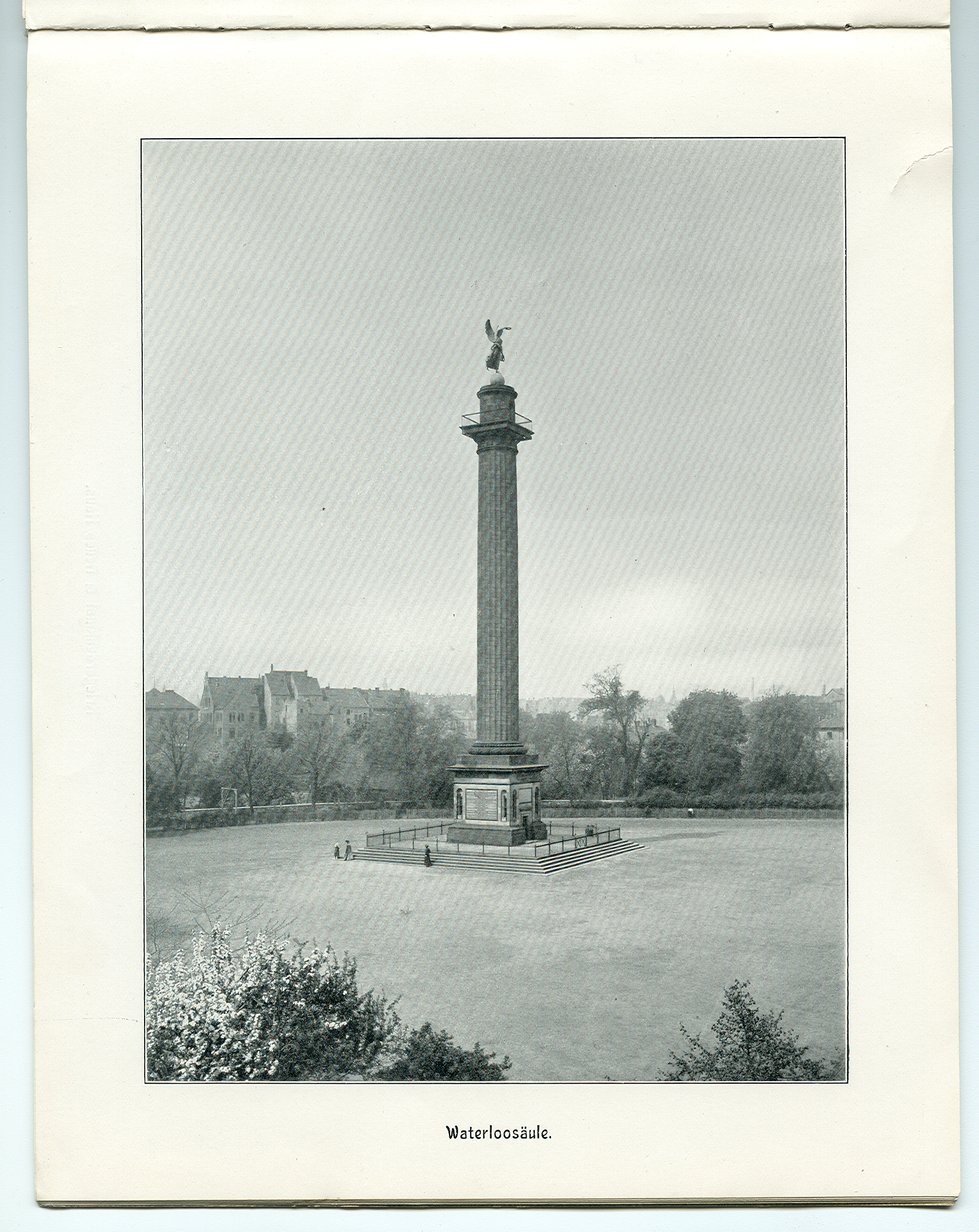
sur la place du même nom à Hanovre

Par l'A. K. O. du 24 juin 1867, des drapeaux portant la mention « F. W. R. » à la pointe du drapeau sont attribués au régiment. Ils sont cloués le 2 juillet au château de Potsdam. Le roi plante le premier clou, le porte-drapeau le dernier. Le lendemain, les drapeaux sont bénis dans le Lustgarten (de) et remis le 7 au régiment sur la Waterlooplatz (de) à Hanovre par le général commandant le corps, von Voigts-Rhetz.
Les drapeaux reçoivent le 27 juillet 1868 des pointes de drapeau avec « W. R. » et couronne.
Après la guerre franco-allemande, les drapeaux reçoivent, par l'A.K.O. du 16 juin 1871, la croix de fer pour leurs pointes ainsi que des rubans de drapeau noirs et blancs. Les anciennes pointes restent dans les unités respectives. Le 13 avril 1872, les drapeaux reçoivent des coiffes avec croix et nom. La consécration des drapeaux des bataillons de mousquetaires a lieu le 20 mai 1872 à l'église réformée de Hambourg. Le drapeau du bataillon de fusiliers, qui a été endommagé lors des combats des 2 et 4 décembre 1870, est amené à Berlin le 23 mai et présenté à l'empereur. Celui-ci ordonne que le drapeau reçoive une nouvelle pointe avec la croix de fer et, sous la pointe, un anneau d'argent avec la gravure « Loigny (Orléans) 2 décembre 1870 ». La consécration de ce drapeau a lieu le 30 juin 1872 dans la cathédrale de Lübeck.
Le 4e bataillon, reformé le 2 octobre 1893 à partir des contributions des trois bataillons avec les 13e et 14e compagnies, reçoit le 18e drapeau. Le 18 octobre 1894, le 4e (demi-)bataillon reçoit un drapeau.
Les drapeaux des 1er, 2e et 3e bataillons reçoivent le 18 août 1895 des rubans de drapeau noir, blanc et rouge avec des barrettes de bataille. Ceux des 1er et 2e bataillons portent les 14 noms suivants : Paris, Toul, Metz, St. Corneille, Le Chêne-Les Cohernières, Le Chêne, Le Mans, Conneré-Thorigué, Frétéval et Morée, Beaugency-Cravant, Meung, Orléans, Loigny-Poupry, Dreux. Ceux du 3e bataillon les onze noms : Paris, Toul, Metz, Le Mans, Conneré-Thorigué, Frétéval et Morée, Beaugency-Cravant, Meung, Orléans, Loigny-Poupry, Dreux.
Le modèle des drapeaux des régiments d'infanterie de ligne de l'armée prussienne (de) est réglementé en 1890.
Le 17 octobre 1897, le nouveau 3e bataillon reçoit un drapeau. L'ancien drapeau du 4e bataillon est désormais porté par le 1er bataillon lors d'occasions solennelles.
Le 14 décembre 1899, les drapeaux du régiment reçoivent chacun deux barrettes. Les premières portent sur leur face la couronne impériale avec le nom « W. II. » et au dos la double date « 1er janvier 1900 » et « 27 septembre 1866 ». Les secondes barrettes portent au recto la couronne impériale sans le nom et au verso la date du 1er janvier 1900. Les barrettes sont fixées aux rubans noirs et blancs.
Pour le grand nombre de régiments d'infanterie de ligne, l'empereur Guillaume II décide, par décret du 18 décembre 1890, que la couleur des drapeaux doit s'aligner sur celle des épaulettes. Cette mesure permet d'obtenir une uniformité au sein du corps. Le 9e corps d'armée porte des épaulettes blanches. Les nouveaux drapeaux doivent être remis aux unités avant la parade impériale qui précède les Kaisermanöver. À partir de 1900, la consécration solennelle préalable des nouveaux insignes a lieu dans le temple de la renommée (de) de l'arsenal de Berlin. Ainsi, les drapeaux des bataillons sont cloués le 28 août 1904 et remis aux bataillons à l'occasion de la cérémonie d'Altona le 4 septembre 1904.
Les drapeaux sont rapatriés du champ de bataille à Hambourg vers 1915, car leur utilisation sur le front ne correspond plus à la conduite du combat et fait des victimes inutiles.

## Histoire

### Création
Par A. K. O. du 27 septembre 1866 (jour de la fondation), le 76e régiment d'infanterie est créé le 30 octobre 1866 après la guerre austro-prussienne. Il se réunit pour la première fois le 4 novembre 1866 à Bromberg et est formé de trois compagnies de chacun des 9e, 21e (de), 49e et 61e régiments. Le régiment dépend de la 40e brigade d'infanterie de la 20e division à Hanovre. Il intègre le 10e corps d'armée. Les régiments de l'armée de terre allemande sont rattachés au 19e corps d'armée et arrivent le 9 à Hanovre et le 11 à Hamelin.
Avec leur adhésion à la Confédération de l'Allemagne du Nord, les contingents fédéraux des villes libres hanséatiques sont dissous et intègrent la nouvelle armée. Hambourg perd sa propre souveraineté militaire le 15 mai 1867 et doit accueillir deux bataillons en tant que garnison de paix. Le 1er octobre 1867, conformément à une convention du 27 juin 1867, les équipages et les sous-officiers des régiments dissous de Hambourg et de Lübeck sont repris dans le nouveau régiment. L'état-major ainsi que le 1er et le 2e bataillons spnt transférés à Hambourg. Le 1er bataillon arrive à Hambourg et est d'abord logé à Alsterdorf, Groß Borstel et Niendorf (de). Les fusiliers de Hamelin sont transférés à Lübeck, qui a également renoncé à sa souveraineté militaire (de) par une convention militaire. L'armée de Lübeck (de) est dissoute. Les soldats de cette armée permanente sont libres de poursuivre leur service dans l'armée prussienne.
Le 8 septembre 1867, le régiment passe dans la formation du 9e corps d'armée, reçoit de nouvelles garnisons et, le 7 novembre 1867, est rebaptisé 76e régiment d'infanterie (2e régiment hanséatique). Ces nouvelles conditions signifient également la fin des formations de défense bourgeoises (milice) des deux villes hanséatiques. La garde bourgeoise de Lübeck (de) est dissoute le 1er novembre 1867 et la garde bourgeoise de Hambourg (de) le 30 juillet 1868. Parallèlement, le rapport de subordination change. Le régiment est désormais subordonné à la 33e brigade d'infanterie de la 17e division à Kiel.
Le bataillon de fusiliers de Lübeck reçoit la nouvelle désignation de 3e bataillon par A. K. O. du 4 janvier 1889.
Le 1er avril 1897, le 3e bataillon passe avec son drapeau en tant que 2e bataillon du 162e régiment d'infanterie et l'ancien 4e bataillon rejoint le régiment de Hanovre. Le 4e bataillon forme avec celui du 75e régiment d'infanterie (de) le nouveau 3e bataillon.

### Garnison

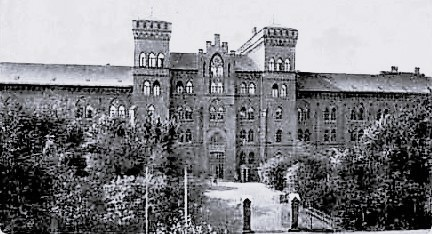
L'ancienne caserne de l'ancien 3e bataillon de Lübeck

- 1866 : Mousquetaires à Hanovre, Fusiliers à Hamelin
- 1867 : Mousquetaires (plus tard 1er et 2e bataillons) à Hambourg, Fusiliers (plus tard 3e bataillon) à Lübeck
- à partir de 1897, les trois bataillons sont stationnés à Hambourg

### Période de paix

#### Kaisermanöver

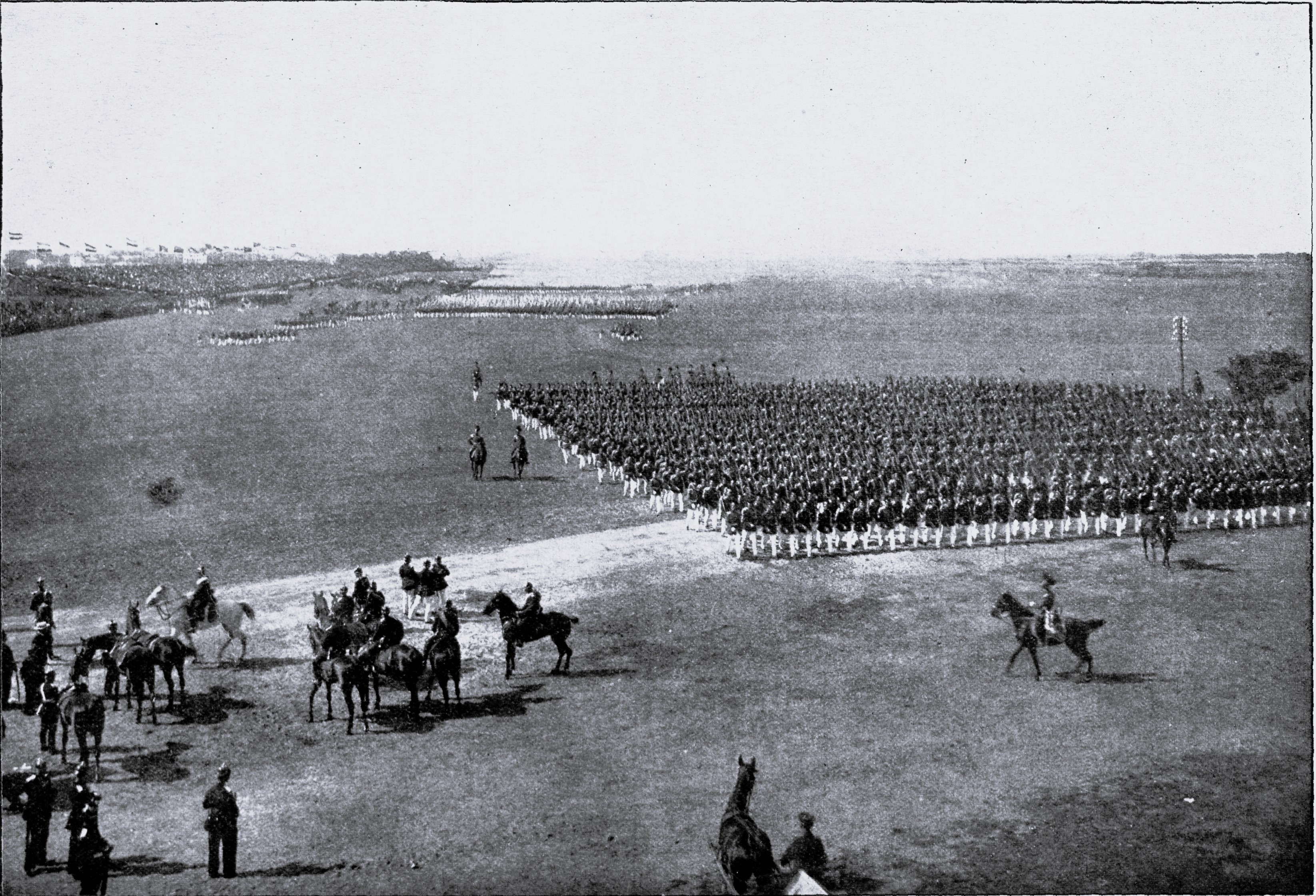
Défilé de l'empereur à Altona

- En 1890, le régiment participe pour la première fois à la manœuvre impériale. Après des exercices de détachement à Salzgitter, des exercices de division et des exercices contre un ennemi marqué, la 12e manœuvre de corps d'armée, suivie d'un défilé devant l'empereur, a lieu à Flensbourg.
- 1904 : Participe aux manœuvres de l'Empereur, cette fois à Altona.
- En 1912, il est envisagé d'organiser les manœuvres à Lübeck. Finalement, c'est le siège du 9e corps d'armée, Altona, qui est de nouveau retenu.

#### Tir de récompense
Afin d'améliorer la qualité du tir, un tir de récompense annuel est fixé pour les officiers et les sous-officiers du corps.
Le 4 août 1888, le régiment tire pour la première fois pour un sabre portant le nom de Sa Majesté pour les officiers et une montre en or pour les sous-officiers.
Néanmoins, l'enthousiasme diminue et le « tir d'examen individuel » est supprimé en 1898. Par A. K. O., il est complètement supprimé, car il n'est plus d'actualité, et remplacé par le « tir comparatif ». De plus, le « tir de combat » du régiment se déroule pour la première fois en groupe.

#### Révolte des Boxers
Des volontaires du régiment combattent dans le corps expéditionnaire vers la Chine en 1900. Un homme y perd la vie.
Lors de la parade impériale du 5 septembre 1904 à Altona, les trois régiments d'infanterie hanséatiques (75e, 76e et 162e) se voient attribuer par l'empereur les noms de « Brême », « Hambourg » et « Lübeck ».

#### Sud-Ouest africain
Des volontaires du régiment font partie du corps expéditionnaire de 1904 à 1906. Cinq soldats y sont blessés et un tué.

### Campagne

#### Guerre franco-allemande

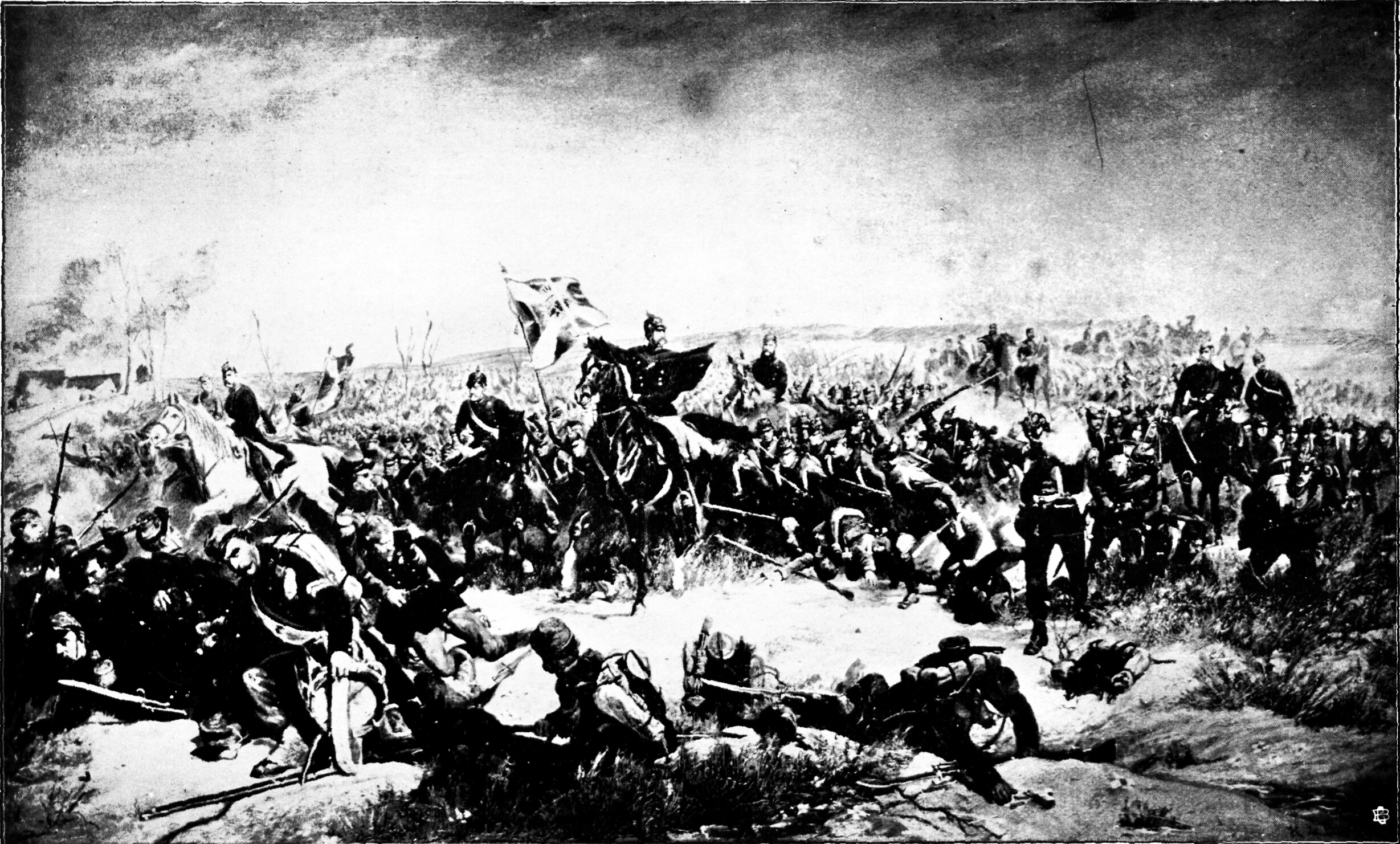
Bataillon de fusiliers à la bataille de Loigny

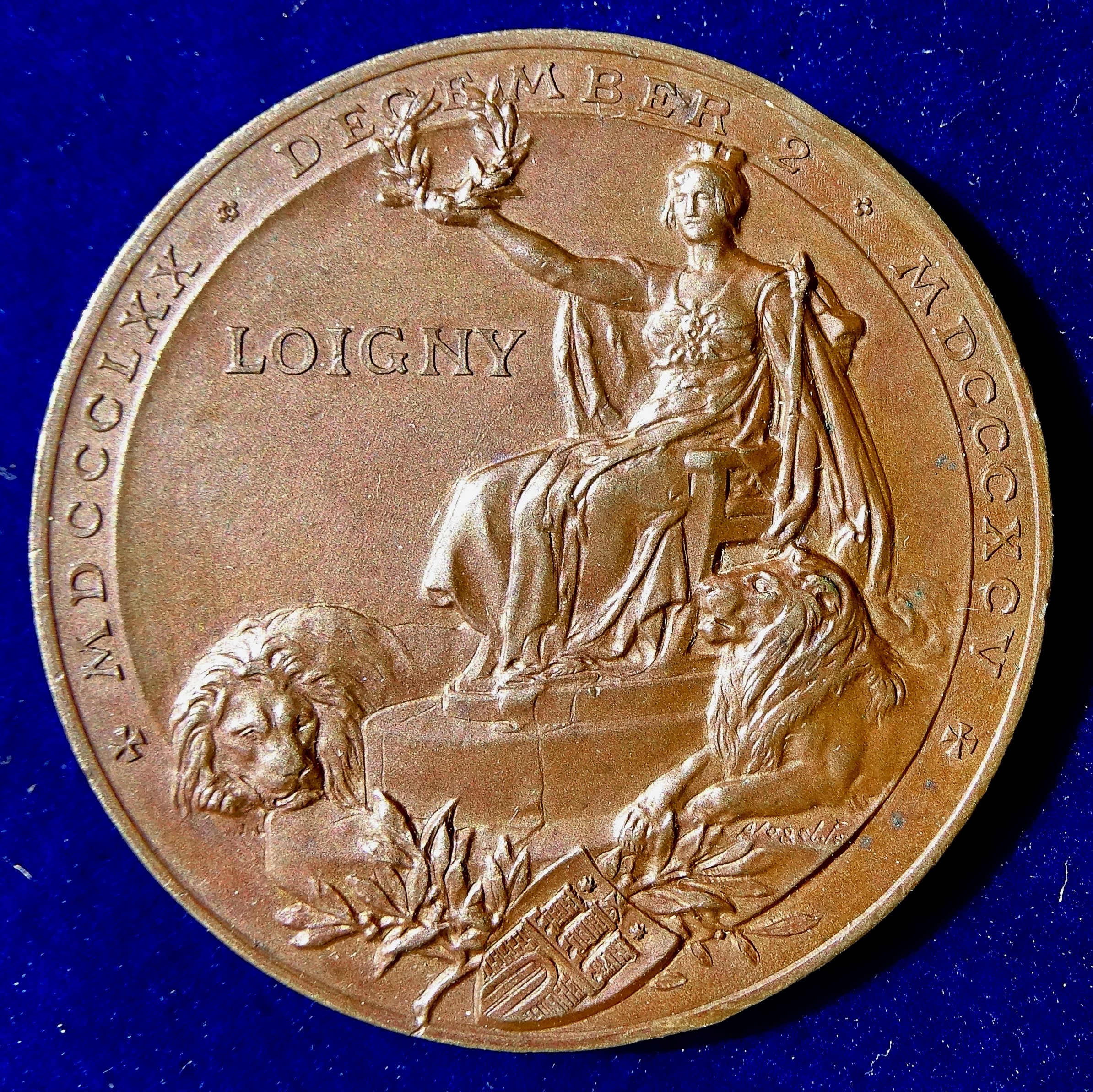
1895 : Régiment d'infanterie « Hambourg », avers de la médaille commémorative de la bataille de Loigny

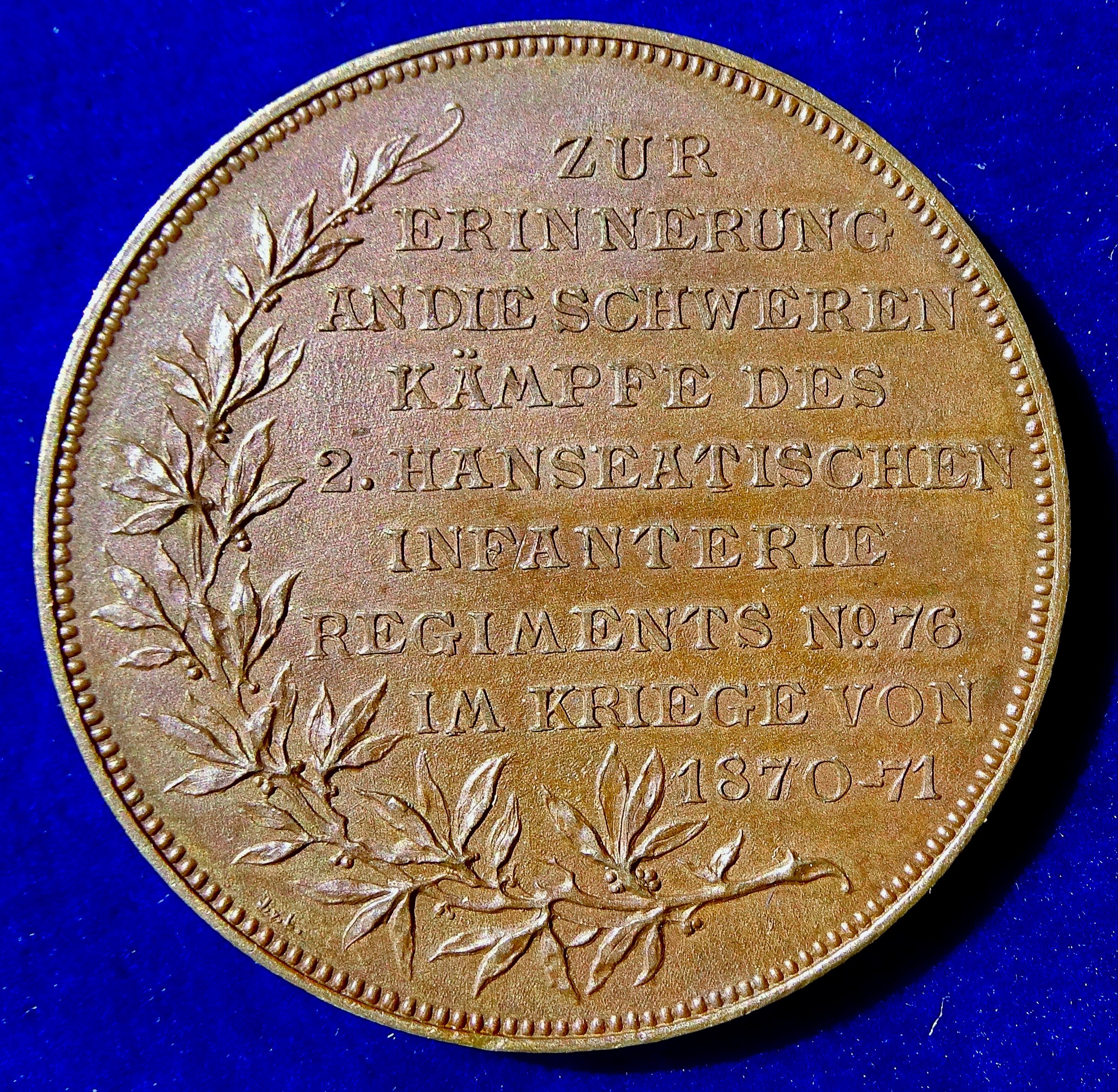
Le revers de cette médaille

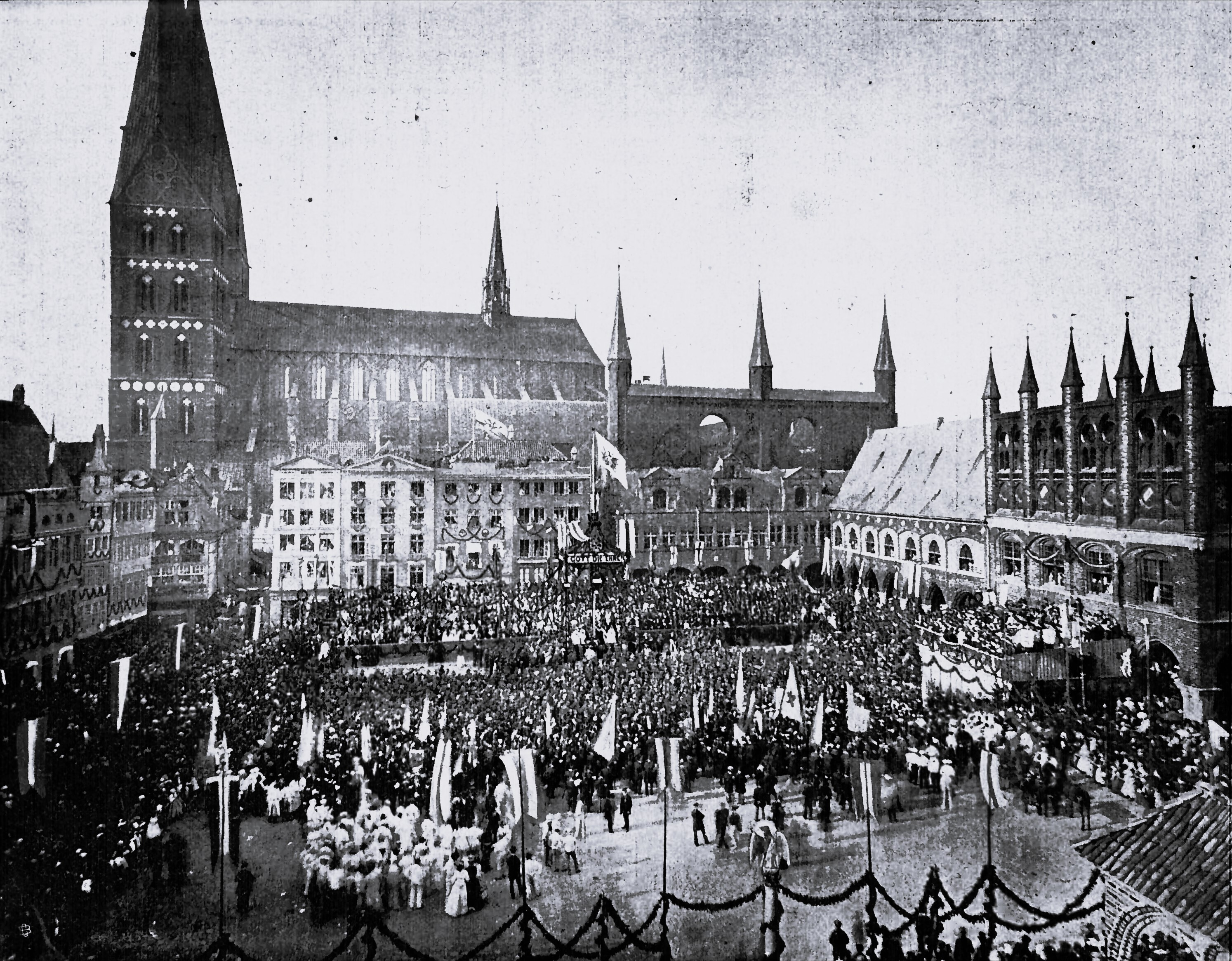
Entrée du bataillon de fusiliers le 18 juin 1871 à Lübeck

Fin août 1870, le 76e régiment d'infanterie (2e hanséatique) entre en guerre contre la France. Avec la mobilisation du régiment, on l'utilise pour protéger les côtes de la mer du Nord et de la Baltique, car on craint une attaque massive de la marine française et une invasion dans la région des îles de la Frise orientale. En l'absence d'une telle attaque, le régiment est déplacé vers l'ouest.
Il combat notamment lors du siège de Metz, de la bataille de Loigny, au cours de laquelle le drapeau du 3e bataillon est endommagé par un tir, ainsi qu'à Orléans, au Mans et à Paris. Hermann de Boor immortalise le régiment sur une toile lors de la bataille de Loigny. Cette bataille va marquer l'identité du 3e régiment hanséatique de Lübeck, issu du 3e bataillon.
À la fin de la guerre, les bataillons de Hambourg sont accueillis le 17 juin 1871 lors d'une cérémonie sur le Rathausmarkt (de). Le 15 juillet 1871, les deux bataillons s'installe,t dans la nouvelle caserne située sur la Bundesstrasse (Rotherbaum (de) entre Louisenstrasse et Papendamm). La construction de la caserne, commencée en 1869, a entre-temps servi de camp de prisonniers de guerre.
En 1897, le 3e bataillon de Lübeck devient le 2e bataillon du 3e régiment d'infanterie hanséatique (de) nouvellement créé.
L'activité guerrière du régiment est décrite par Wilfried Niemann dans son livre paru en 1876.

#### Première Guerre mondiale
Au début de la Première Guerre mondiale, le régiment fait partie de la 1re armée. En octobre 1915, il est en réserve de la 6e armée sous le commandement du prince Rupprecht de Bavière, avant de retourner à la 1re armée pour la bataille de la Somme.
Le régiment se mobilise au début de la Première Guerre mondiale, le 2 août 1914, et rejoint le front de l'Ouest. Il participe d'abord à la prise de la forteresse de Liège en Belgique et combat en septembre lors de la bataille de la Marne à Esternay. Après avoir subi de lourdes pertes, les restes du régiment sont regroupés en trois compagnies le 21 septembre 1914. Sept jours plus tard, le régiment est reconstitué et formé à six compagnies et une compagnie de mitrailleuses. À la fin du mois, deux bataillons de trois compagnies chacun sont formés. À la mi-octobre 1914, le régiment compte à nouveau trois bataillons. Jusqu'à la veille de Noël, le régiment se trouve devant Thiescourt.
À partir du 25 mars 1915, le régiment dépend de la 221e brigade d'infanterie de la 111e division d'infanterie.
- Après avoir progressé à travers la Belgique et la France, le régiment se bat pendant toute la guerre uniquement à l'ouest.
- 1914 : Mons, Saint-Quentin, bataille de la Marne,
- 1915 : Les Éparges, Artoin, Arras, dans les combats de tranchées autour des Éparges, 13 officiers et 423 soldats sont tués lors de la prise des tranchées françaises par la 2e compagnie. C'est le premier combat du régiment avec d'énormes pertes. En outre, entre 700 et 800 prisonniers sont faits par la 2e compagnie.
- 1916 : dans la Somme, à Guillemont, le 2e bataillon est anéanti à l'exception de quelques dizaines d'hommes. Hauteurs de Mano,
- 1917 : dans la Somme, position Siegfried, Arras, Flandres (ici, presque tout le régiment est détruit, de sorte que le régiment n'a plus que 138 hommes après la bataille) dans la Meuse et la Moselle, Cambrai,
- 1918 : Bataille de l'Empereur, Bapaume, Arras, Albert, Monchy, Lens, Hermannstellung, Position d'Anvers-Meuse.

Au total, 19 899 hommes servent dans le régiment au cours de la guerre. Sur les plus de 3 000 hommes du régiment qui sont partis au combat en août 1914, seuls 647 ont survécu à la guerre.

### Démobilisation
À la fin de la guerre, le régiment retourne à Hambourg, où il est démobilisé à partir du 16 décembre 1918, puis dissous. De nombreux membres du régiment se forment après la guerre dans le corps franc de Bahrenfeld (de) à Hambourg.
Après la dissolution, la tradition est d'abord reprise dans la Reichswehr par la 9e compagnie du 6e régiment d'infanterie (de) à Flensbourg. Elle est ensuite transférée en 1937 au 76e régiment d'infanterie de la Wehrmacht, nouvellement créé à Hambourg.

## Chef de régiment
Le seul chef de régiment est à partir du 20 janvier 1903 le général d'infanterie Richard von Klitzing (de), qui occupe ce poste jusqu'à sa mort le 1er septembre 1907.

## Commandants

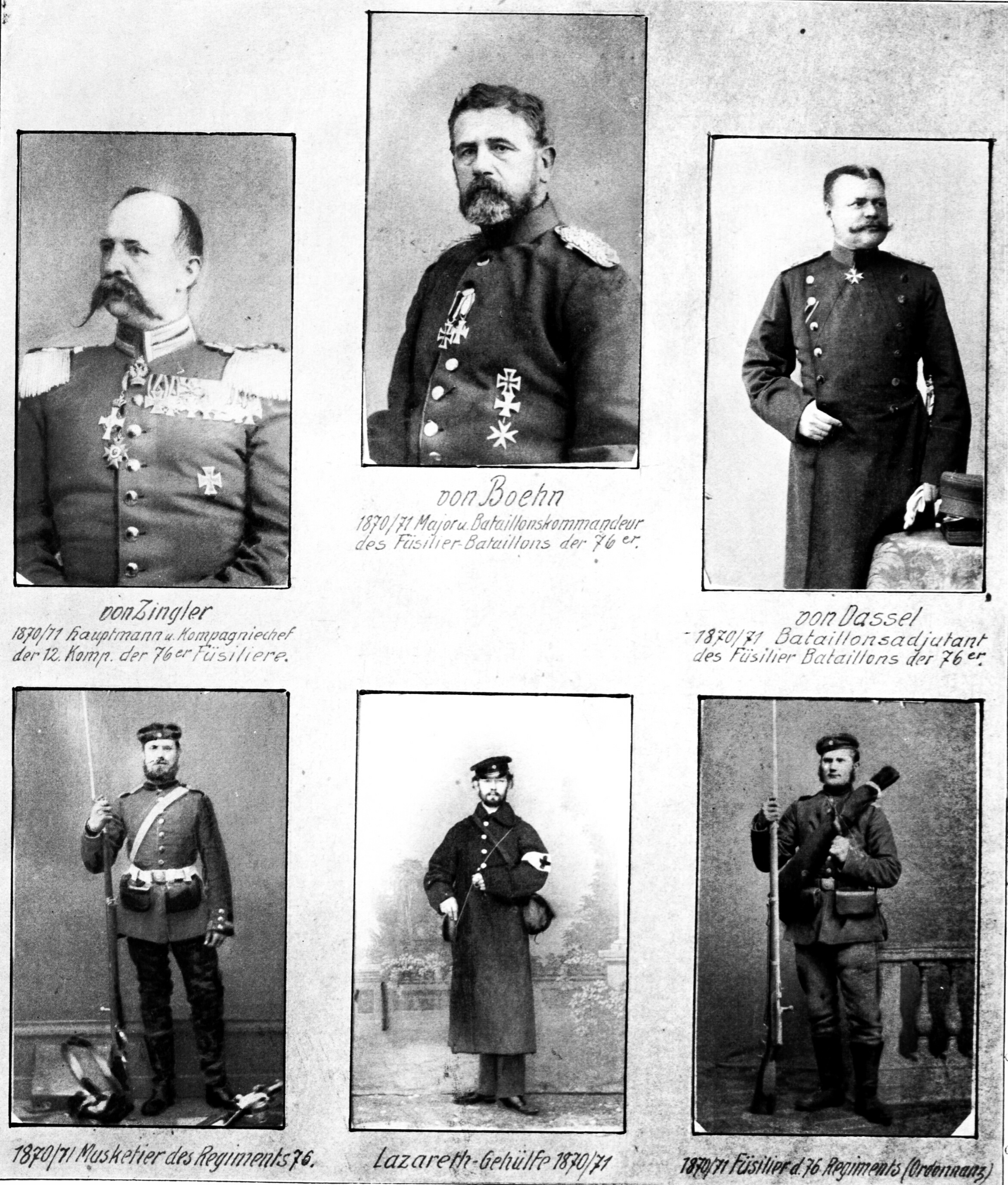
Bataillon de fusiliers 1871, après la fin de la guerre, le commandant du bataillon est nommé commandant du régiment

| Grade                 | Nom                                            | Date                                |
| --------------------- | ---------------------------------------------- | ----------------------------------- |
| Oberstleutnant/Oberst | Bernhard von Conta (de)                        | 30 octobre 1866 - 21 août 1870      |
| Oberst                | Rudolf von Neumann-Cosel (de)                  | 22 août 1870 - 19 août 1871         |
| Oberstleutnant/Oberst | Julius von Boehn                               | 20 août 1871 - 18 novembre 1876     |
| Oberstleutnant        | Johannes Streccius (de)                        | 19 novembre - 11 décembre 1876      |
| Oberstleutnant/Oberst | Johannes Streccius                             | 12 décembre 1876 - 14 mai 1883      |
| Oberstleutnant        | Peter von Gayl (de)                            | 15 mai - 17 octobre 1883            |
| Oberst                | Peter von Gayl                                 | 18 octobre 1883 - 16 avril 1888     |
| Oberstleutnant        | Richard von Klitzing (de)                      | 17 avril - 27 octobre 1888          |
| Oberst                | Richard von Klitzing                           | 28 octobre 1888 - 3 novembre 1890   |
| Oberstleutnant        | Hans von Prittwitz und Gaffron (de)            | {4 - 17 novembre 1890               |
| Oberst                | Hans von Prittwitz und Gaffron                 | 18 novembre 1890 - 13 mai 1894      |
| Oberst                | Friedrich de la Motte-Fouqué (de)              | 14 mai 1894 - 19 juillet 1897       |
| Oberstleutnant        | Max von Boehn                                  | 20. juillet - 17 novembre 1897      |
| Oberst                | Max von Boehn                                  | 18 novembre 1897 - 17 mai 1901      |
| Oberstleutnant        | Hanno von Dassel (de)                          | 18 mai - 6 juillet 1901             |
| Oberst                | Hanno von Dassel                               | 7 juillet 1901 - 21 avril 1905      |
| Oberst                | Otto von Ramdohr                               | 22 avril 1905 - 24 février 1909     |
| Oberst                | Alexander von Frankenberg und Ludwigsdorf (de) | 25 février 1909 - 30 septembre 1912 |
| Oberst                | Arthur von Lüttwitz                            | 1er octobre 1912 - 21 avril 1914    |
| Oberst                | Rüdiger von der Goltz                          | 22 avril - 25 septembre 1914        |
| Oberstleutnant        | Alexis von Stein-Liebenstein zu Barchfeld      | 26 septembre - 17 novembre 1914     |
| Oberstleutnant        | Traugott von Burstein                          | 18 novembre 1914 - 10 octobre 1917  |
| Oberst                | Konrad Dürr                                    | 11 octobre 1917 - 14 avril 1918     |
| Oberstleutnant        | Hermann von Zeska                              | 15 avril - 14 juin 1918             |
| Oberst                | Armin Koenemann                                | 15 juin 1918 - 9 janvier 1919       |
| Oberst                | Konrad Dürr                                    | 10 janvier - 27 avril 1919          |
| Oberst                | Armin Koenemann                                | 28 avril - 30 septembre 1919        |